# Pomacentrus albicaudatus
Pomacentrus albicaudatus là một loài cá biển thuộc chi Pomacentrus trong họ Cá thia. Loài này được mô tả lần đầu tiên vào năm 1955.

## Từ nguyên
Từ định danh được ghép bởi hai âm tiết trong tiếng Latinh: albus ("trắng") và caudatus ("ở đuôi"), hàm ý đề cập đến màu trắng ở vây đuôi của loài cá này.

## Phạm vi phân bố và môi trường sống
P. albicaudatus là một loài đặc hữu của Biển Đỏ. P. albicaudatus sinh sống tập trung gần những rạn san hô viền bờ ở độ sâu đến 12 m.

## Mô tả
Chiều dài lớn nhất được ghi nhận ở P. albicaudatus là 10,2 cm. Cơ thể có màu nâu sẫm, trừ vây đuôi là màu trắng; đốm đen nhỏ trên nắp mang.
Số gai ở vây lưng: 13; Số tia vây ở vây lưng: 14–15; Số gai ở vây hậu môn: 2; Số tia vây ở vây hậu môn: 15–16; Số gai ở vây bụng: 1; Số tia vây ở vây bụng: 5.

## Sinh thái học
Thức ăn của P. albicaudatus là tảo và các loài động vật phù du. Cá đực có tập tính bảo vệ và chăm sóc trứng.